# Herobrine
Herobrine és un exemple de llegenda urbana i creepypasta que va sorgir a partir d'una publicació anònima al lloc web 4chan el 2010. Segons la llegenda, Herobrine és una versió alterada del personatge de Minecraft Steve, però amb ulls blancs i sòlids sense pupil·les. Moltes persones han afirmat haver-se trobat amb Herobrine, però no es coneix si les seves històries són veritables. Alguns diuen que Herobrine és el germà mort del creador de Minecraft, Notch. Després que els primers albiraments fossin publicats a 4chan, els YouTubers Copeland i Patimuss van crear les seves pròpies versions de la història, recreant els esdeveniments i Copeland fins i tot va crear una pàgina web dedicada al personatge.

## Orígens
La imatge original de Herobrine no tenia cap text o context addicional, deixant a la gent imaginació per a les seves pròpies explicacions sobre qui o què era Herobrine.
Això va donar lloc a una gran quantitat de teories i especulacions sobre l'origen i la naturalesa del personatge, que encara continua evolucionant fins avui dia. Alguns fans de Minecraft van començar a crear contingut al voltant de Herobrine, incloent-hi històries, imatges i vídeos.
Aquests continguts van ajudar a popularitzar la llegenda de Herobrine i van donar forma a la seva identitat com un personatge enigmàtic i terrorífic. Alguns creuen que Herobrine és un esperit o un fantasma que ha estat creat pel joc, mentre que altres pensen que és un personatge humà que ha estat mort o ha estat posseït pel joc.

## Disseny i característiques
El disseny de Herobrine és una part integral de la seva llegenda i es caracteritza per una aparença inquietant. Té ulls blancs sòlids sense pupil·les, una cara semblant a la de Steve, el personatge de Minecraft. Aquest disseny ha estat modificat i ampliat per molts artistes i fans de Minecraft, donant lloc a una gran varietat de versions de Herobrine. Malgrat les diferències, la imatge original de Herobrine continua sent reconeguda com una representació única i terrorífica del personatge.